# Zulema Arroyos
Zulema Arroyos Morales (Nuevo Casas Grandes, 18 gennaio 1974) è un'ex cestista messicana.
È la sorella di José Luis e Verónica Arroyos.

## Carriera
Con il Messico ha disputato i Campionati americani del 1993.